# Casa Torre de Calderones y Salazares

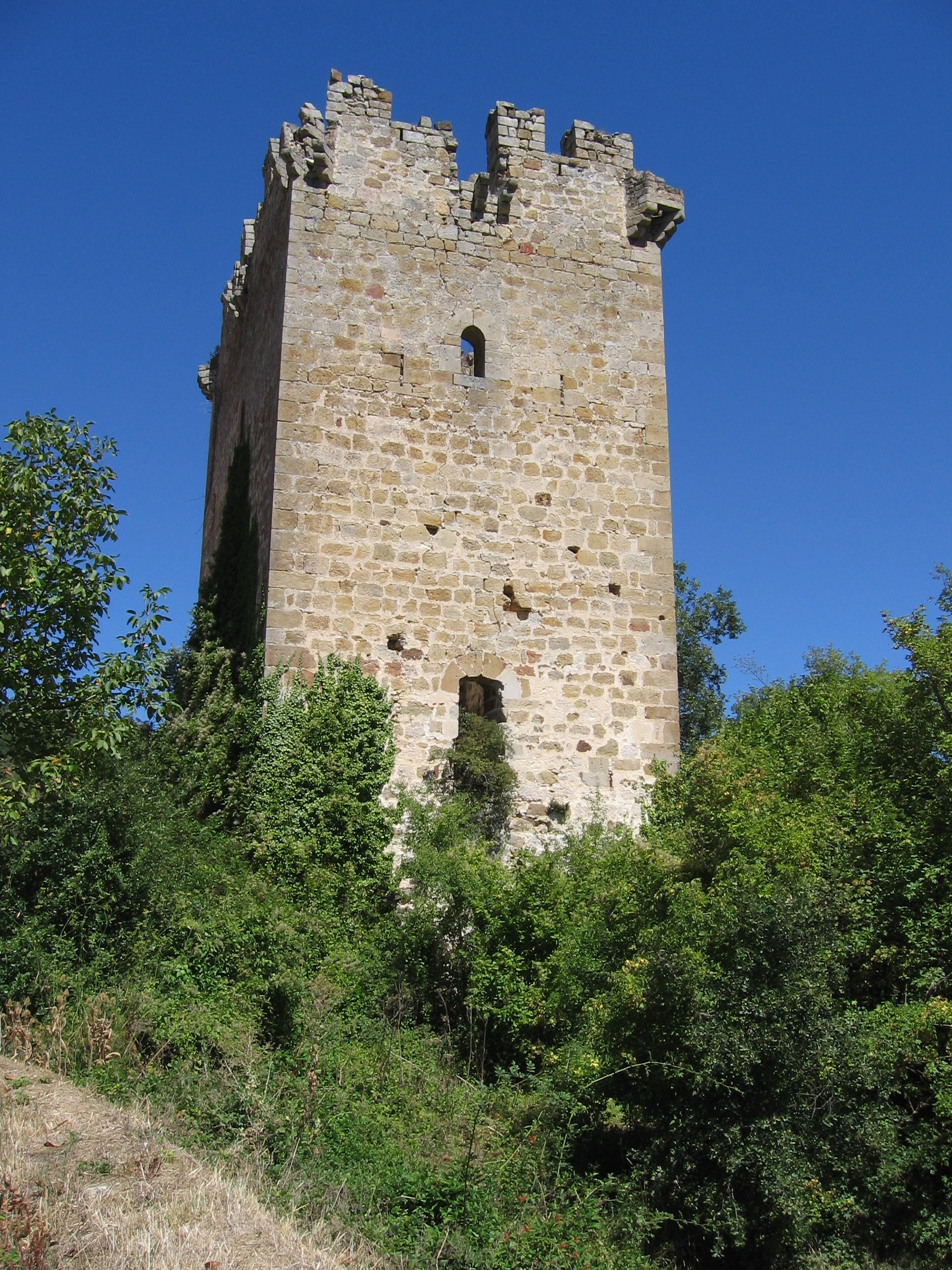
Torre de Salazar.

La casa-torre de Calderones y Salazares situada en Nograro, pueblo y concejo perteneciente al municipio de Valdegovía en la provincia de Álava, País Vasco (España) es una torre construida a finales del siglo XIV y principios del siglo XV.
La casa-torre se halla ligeramente descolgada del resto del pueblo. La torre forma parte de un complejo edificatorio más completo. Una barbacana cercaba la torre por sus costados norte, este y sur. Sólo el lateral norte parece mantenerse con un poco de dignidad, poseyendo en él una de las entradas al interior. Conserva sus fachadas y mantiene restos del remate almenado, matacanes y garitones. En los muros se aprecian saeteras, aspilleras, vanos de arco apuntado y en el piso principal uno en arco conopial. Quedan algunos restos de los muros que protegían el recinto fortificado y aún se aprecian restos de un oratorio dedicado a Santiago, del siglo XVI probablemente.
- Datos: Q5576436
- Multimedia: Casa Torre de Calderones y Salazares / Q5576436